# 貓人
貓人，雌性稱貓娘或貓女，是藝文作品中常出現的一種角色。這些角色常具有貓耳、尾巴、肉球等貓的特徵。可能是穿著打扮成貓的人類，或是獸人、外星人、或由貓化身為人的猫妖，後三者較常出現在奇幻或科幻作品中。在日本動漫中又稱貓耳。 日式的描繪一般是人類為主，帶有少量貓的特徵，比如貓的尾巴與耳朵、以及類似貓的行為。而西方的描繪一般則有較多動物的外觀特性，全身式皮毛（Fursuit）和趾爪乃為他們外貌的顯眼點，雖然仍保有一些人類的特徵。

## 日本流行文化

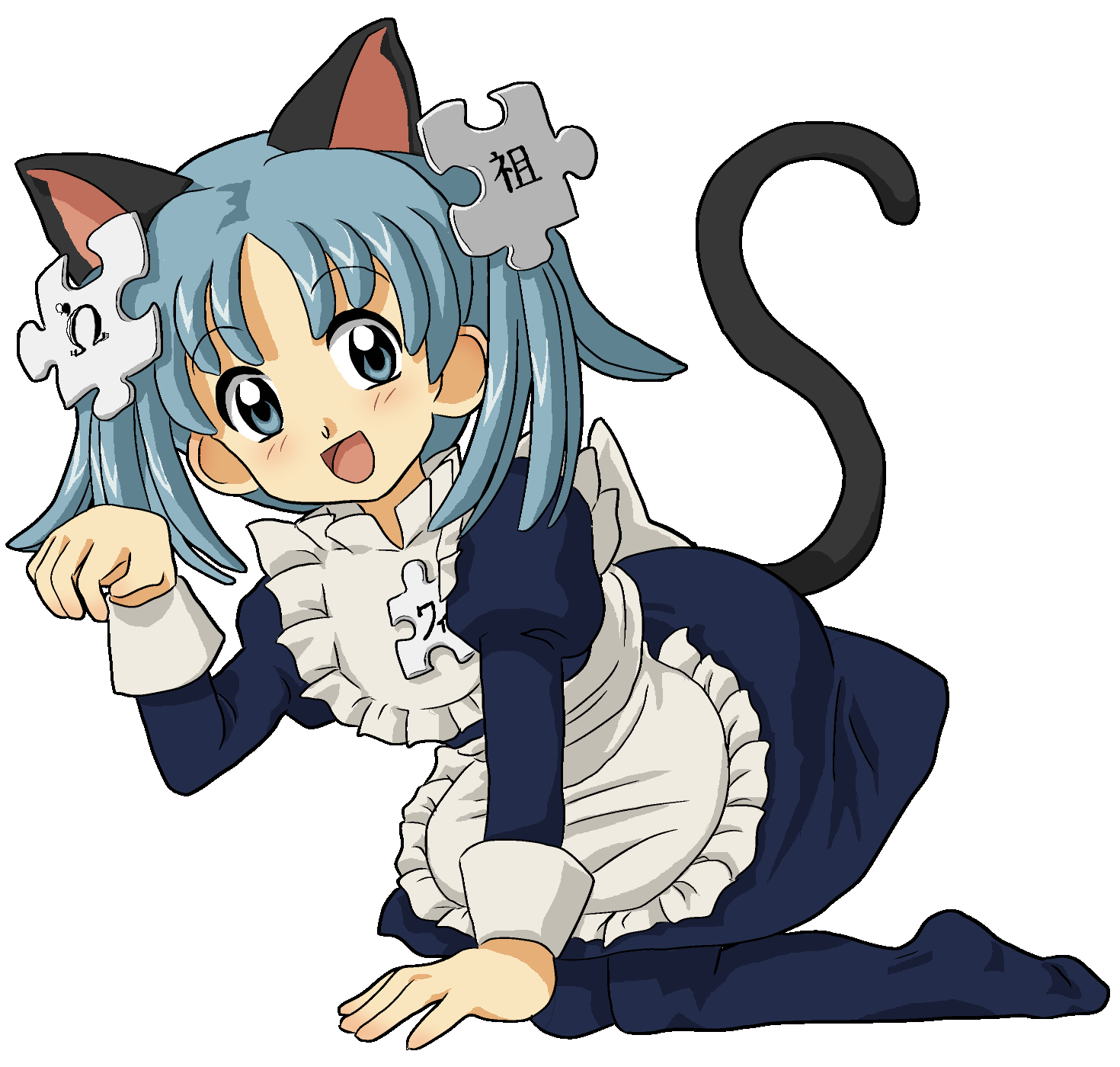
維基娘貓耳造型

貓耳是日本動漫創作中常出現的一種角色造型，即頭上有一對類似貓耳朵的物件。有可能是髮型、角色穿戴的飾物，或是該角色天生就長著一對貓耳，但通常仍會留有人類的耳朵。另外，其他獸耳像犬耳、虎耳、熊耳等也可以視為貓耳的變形。此造型源於大島弓子的漫畫《綿之國星》，發展至今，已成為一種角色原型一起出現。如果貓耳非角色天生就有的身體特徵，且角色性格不合原型，空有外觀，則稱為偽貓耳。
貓耳的角色原型具有萌的特徵，在講話時句尾往往要加“喵”，另外像半貓妖或獸娘之類設定的角色往往表現得很像動物的行為（通常是馴養的動物，大多數認知中猛獸並不是萌元素）讓人感受到野性的可愛（或是一種動物戀的偏執）。
依故事設定的不同，有些時候貓耳是身體的一部份，有些則是一般人打扮成動物的樣貌。許多角色打扮成貓耳造型是為了要充分令自己顯出貓的特徵。如果是打扮的貓耳大多就像頭箍一般。如果是身體的一部份，可再細分為較連續的耳朵從頭髮叢中隆起並且毛色與髮色一樣，或從頭皮隆起的並且髮與耳的分界較清晰。日本的貓耳角色的耳內軟毛一般都非常長，不需特別注視即可看見。
其他的貓的特徵有時也會出現在貓耳角色上，如貓尾、虎牙、貓爪等等。貓尾如果是另外掛上的，以現實角度考慮應不具有運動、平衡、溝通等用途，但在ACG作品中為了用來表達情緒時常忽略此點。虎牙和貓嘴大多是活潑調皮的角色才會擁有的特徵，不必然和貓耳一起出現。有些角色會穿著軟毛手套和軟毛長靴代表貓的腳掌，或甚至直接長有貓爪。另一個常穿戴的是寵物配件如項圈、鈴鐺等。少部份角色會有如貓的虹膜，也就是在日間瞳孔呈尖狀、夜間反光的眼睛，由於給人野性和陰沈的感覺，與多數貓耳角色的性格不符，所以較為罕見。

## 西方作品
例如《蝙蝠俠》故事中的貓女、動畫《Star Trek》中的外星人 M'Ress、音樂劇《貓》、動畫《RWBY》中的 Blake Belladonna。

## 真實世界的打扮

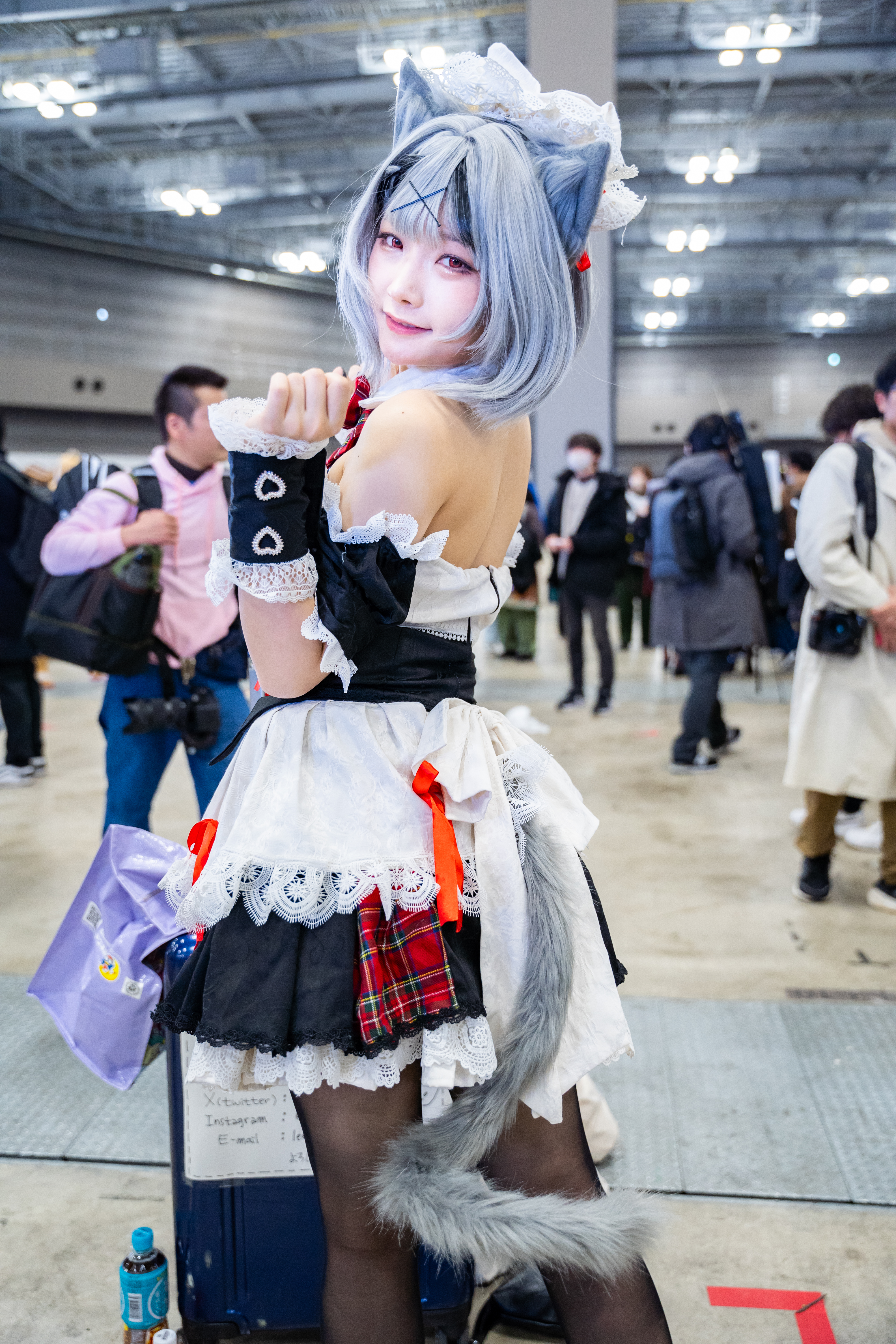
沙花叉克蘿伊女僕裝造型的扮演者

貓耳造形在Cosplay中非常受歡迎。貓耳可以用髮型或貓耳髮箍達成。貓尾可以掛在腰帶上。在BDSM的「角色扮演」中，貓尾的基部可以用一顆放進肛門的小球（即肛塞）來固定。